# نیتانگ
نیتانگ (به لاتین: Nyêtang) یک شهرک در جمهوری خلق چین است که در شهرستان کوشو واقع شده‌است.